# Clavering Ø
Clavering Ø (deutsch „Clavering-Insel“) ist eine grönländische Insel im Nordost-Grönland-Nationalpark.

## Geografie
Die Insel liegt in der Grönlandsee. Im Norden wird sie durch den schmalen Tyrolerfjord, der nach Osten hin zum Young Sund wird, von der Halbinsel Wollaston Forland abgetrennt. Im Süden befinden sie größere Meeresgebiete, die Gael Hamke Bugt im Osten und der Godthåb Golf im Westen. Westlich liegt das zum Festland gehörende Payer Land, über das Clavering Ø mit der etwa einen Kilometer langen Tangen („Zange“) verbunden ist, was sie genau genommen zu einer Halbinsel macht. Auf anderen Karten ist die Tangen als überflutet eingezeichnet. 1900 war die Tangen noch bei Niedrigwasser mit Booten passierbar, aber bereits 1910 hieß es, dass sie aufgrund von Ablagerungen bei Niedrigwasser eine Höhe von 3 Fuß erreichte und selbst bei Hochwasser kaum überflutet war. Nördlich der Tangen liegt die Rudi Bugt, die in den Tyrolerfjord mündet, im Süden der Copeland Fjord, der in den Godthåb Golf mündet. Sofern Clavering Ø als Insel angesehen wird, ist sie mit einer Fläche von 1534,6 km² die siebtgrößte Insel Grönlands. Ihr höchster Punkt wird mit 1593 Metern über dem Meer angegeben.

## Geschichte
Die Insel wurde durch die Zweite Deutsche Nordpolar-Expedition 1869–1870 unter Carl Koldewey nach Douglas Charles Clavering benannt, einem britischen Polarforscher, der diese Region im Jahr 1823 erforscht hatte. Clavering stieß im August 1823 an der Südküste von Clavering Ø auf eine Gruppe von zwölf Inuit, deren Verhalten und Äußeres er knapp beschrieb. Seine Expedition blieb die erste und letzte Begegnung von Europäern mit dieser Volksgruppe. Die Expedition von Koldewey fand auf Clavering Ø nur noch halbverfallene, unbewohnte Hütten und andere Hinterlassenschaften der Nordostgrönländer vor, die vermutlich um 1850 ausgestorben waren.
1931 errichtete der Polarforscher Lauge Koch nahe der Südspitze der Insel die Station Eskimonæs etwa an der Stelle, wo Clavering den Nordostgrönländern begegnet war. Die Station diente 1931 bis 1939 als Überwinterungsstation für Forscher sowie im Zweiten Weltkrieg 1941 bis 1943 als Hauptquartier der Nordøstgrønlands Slædepatrulje, Vorläufer der Sirius-Patrouille. Der amerikanische Codename der Station war bis zu ihrer Zerstörung am 25. März 1943 durch das deutsche Unternehmen Holzauge Bluie East Five. Der Codename wurde anschließend für die 67 km weiter südlich gelegene ehemalige norwegische Station Myggbukta verwendet. Im Sommer 1943 wurde 12 km östlich von Eskimonæs die neue Station Dødemandsbugten errichtet. Von dort aus wurden Ende 1943 Spuren des Unternehmens Bassgeiger auf Shannon gefunden. Im Februar 1944 wurde die deutsche Station entdeckt und im April angegriffen und zerstört. Im Sommer 1944 zog die Schlittenpatrouille in ihr neues Hauptquartier Daneborg auf der anderen Seite des Young Sound.